# Irundisaua forsteri
Irundisaua forsteri là một loài bọ cánh cứng trong họ Cerambycidae.